# Książ Wielki

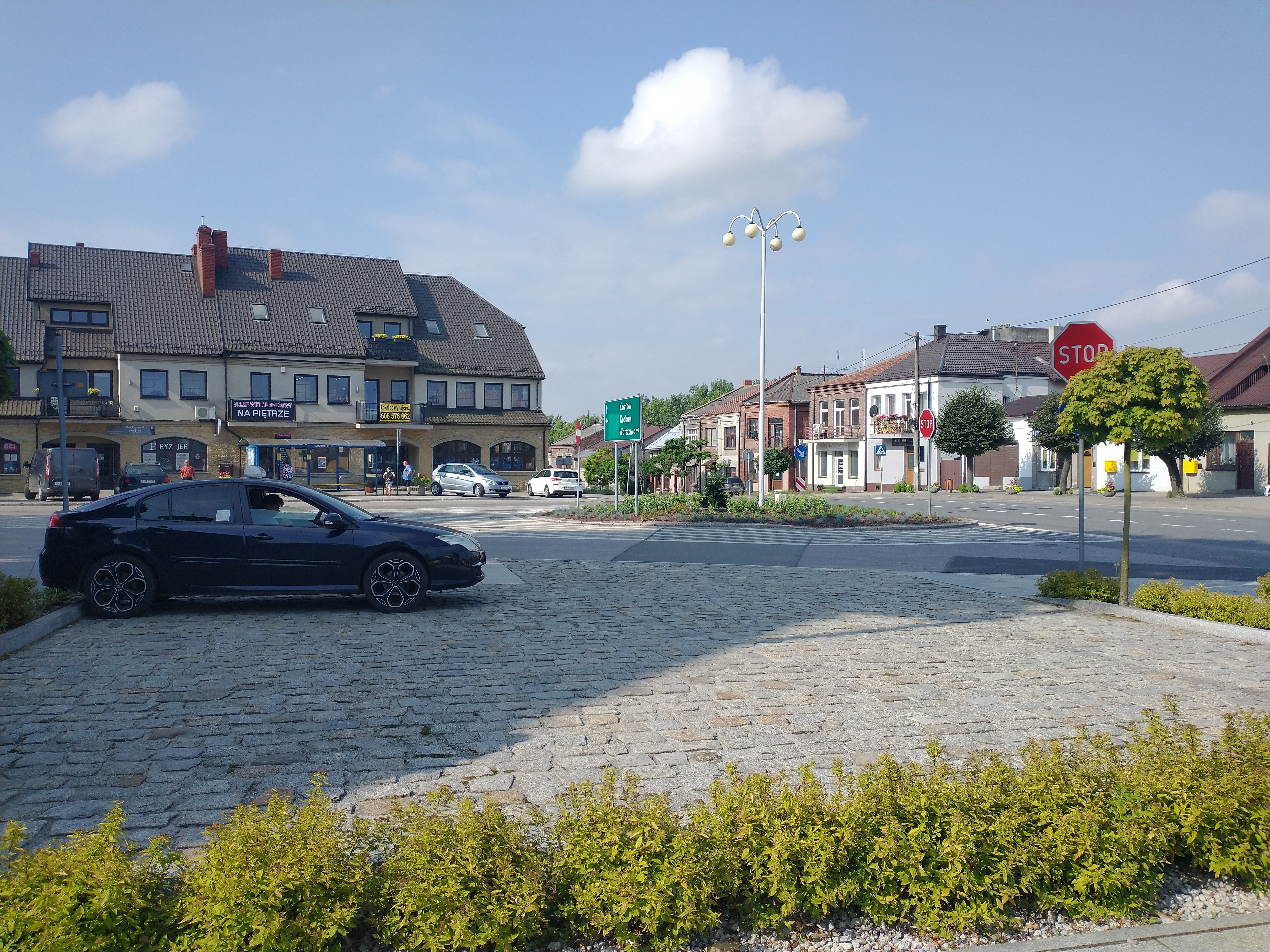
Praça principal

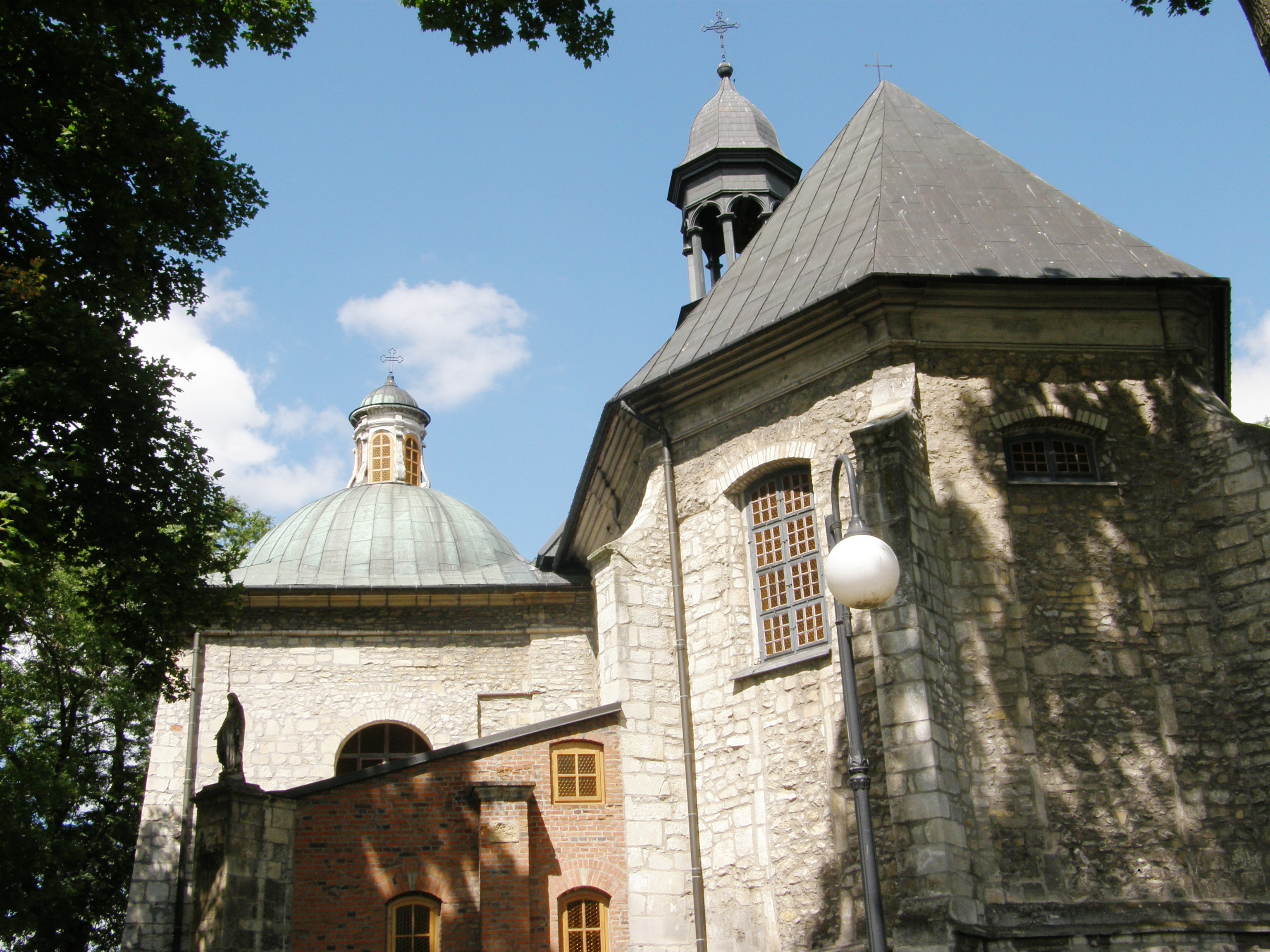
Igreja de Santo Adalberto, Bispo e Mártir (vista do leste)

Książ Wielki é um município no sul da Polônia. Pertence à voivodia da Pequena Polônia, no condado de Miechów. É a sede da comuna urbano-rural de Książ Wielki. Situa-se às margens do rio Nidzica, cerca de 7 km a nordeste de Miechów, junto à estrada nacional n.º 7.
Estende-se por uma área de 37,98 km², com 3 772 habitantes, segundo o censo de 31 de dezembro de 2022, com uma densidade populacional de 99,3 hab./km².
Książ Wielki recebeu o estatuto de cidade em 1370 e rebaixado em 13 de janeiro de 1870. Nos anos 1867–1954 e a partir de 1973 foi a sede da comuna de Książ Wielki, nos anos 1954–1972, sede da gromada de Książ Wielki. Recuperou o estatuto de cidade em 1 de janeiro de 2023.

## Toponímia
A reprodução do som do nome Książ causou muitos problemas no passado. E assim, em 1234 grafava-se Kyniese, em 1249 − Kenese, em 1328 − Xanze, em 1343 − de Xansse, em 1381 − Xansz, em 1389 − Xans, em 1470 − Magna Xansch, em 1523 − Maior Xyansch, e em 1658 − Xiąz.

## História

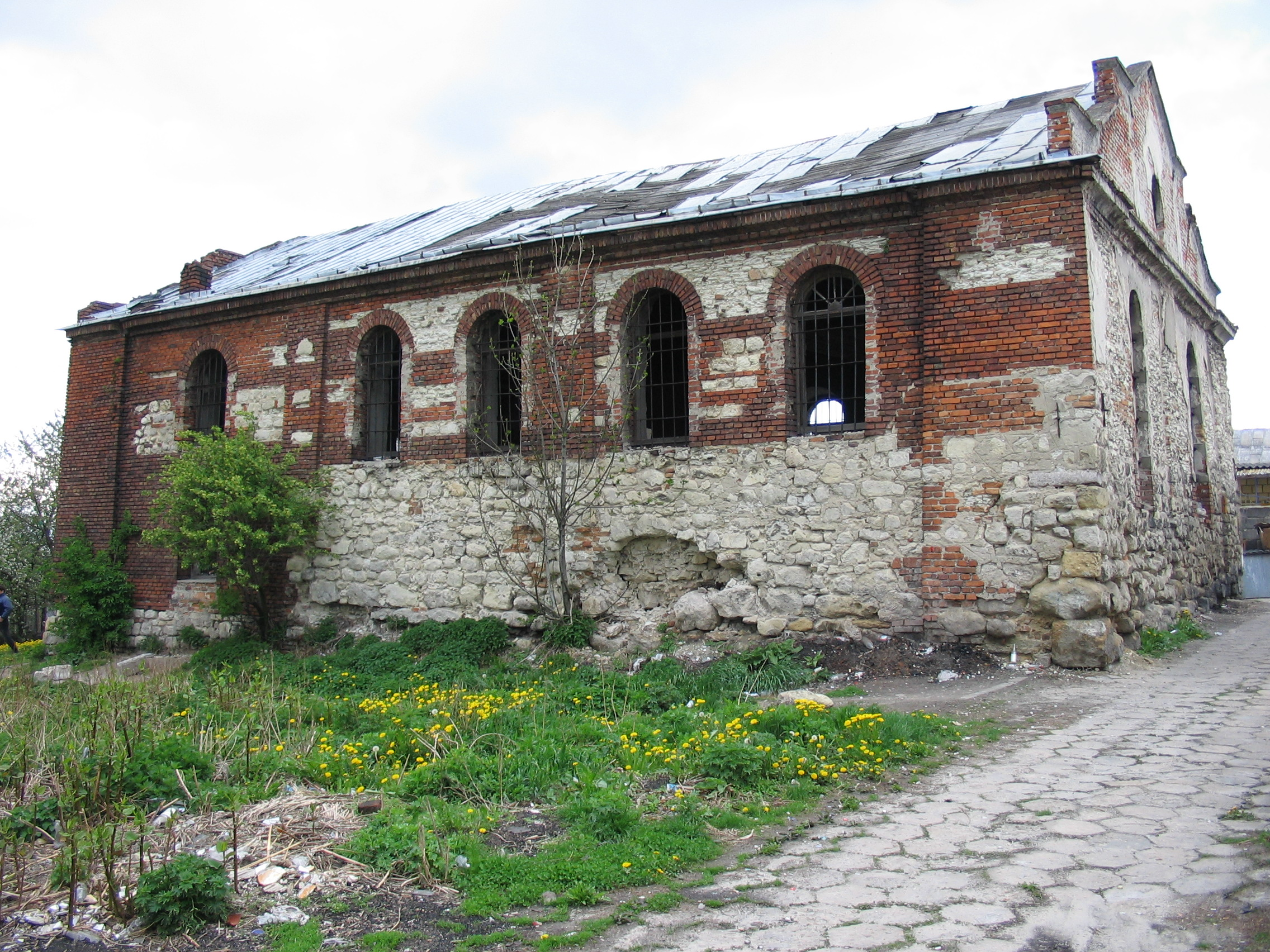
Sinagoga de 1846 em Książ Wielki

Originalmente, era um assentamento ducal, mencionado já em 1120 por um cronista do mosteiro cisterciense em Jędrzejów. No final do século XIII, a noroeste da atual vila, foi construído um complexo defensivo em forma de baluarte oval com cerca de 50 metros de diâmetro, rodeado por um fosso com 20 metros de largura. Presumivelmente, foi construído por Adam de Książ, brasão Janina, juiz de Cracóvia e castelão de Wiślicki. No final do século XIV, Książ Wielki era propriedade de Spytek de Melsztyn. Em 1385, o burgrave “de Xans” foi mencionado. Em 1385 (outras fontes dizem 1333–1370), Książ Wielki recebeu direitos de cidade (fundação da rainha Edviges sob a lei de Magdeburgo). Desde então, foi também sede da escola paroquial, mencionada nos autos do magistrado. Como sede do condado, no final do século XIV tornou-se também o local onde o tribunal de terras governou (permaneceu até a segunda metade do século XVIII).
Em 1518, Marcin Kamieniecki vendeu, com o direito reservado de recompra, por 5 mil florins aos conselheiros de Cracóvia: Jan Boner e Jan Kisling − patronos e guardiões da mansão recém-fundada na igreja da Bem-Aventurada Virgem Maria em Cracóvia − um aluguel no valor de 156 multas e 12 grossos de Książ Wielki com as aldeias: Wielka Wieś, Głogowiany, Wolica, Cisia Wola, Częstoszowice e Boczkowice, e da metade do castelo de Kamieniec com as aldeias: Odrzykoń, Łęki, Przybówka, Wojkówka, Bratkówka, Jasienica Lesser, Jasienica Larger (no condado de Pilzno) e Konaszówka e Moczydło (no condado de Książ). O rei confirmou esta venda em 1523.
Em 1521, Książ Wielki e 7 aldeias foram vendidas por Marcin Kamieniecki a Jan Tęczyński por 5 500 florins.
Do século XIV ao século XVIII, realizaram-se aqui julgamentos de terras. Nos séculos XV e XVI, foram realizadas feiras famosas em toda a então da voivodia da Cracóvia.
Nos anos de 1558–1562, Książ Wielki era propriedade de Jan Boner, um importante centro de calvinistas foi estabelecido aqui sob sua proteção, sínodos foram realizados aqui em 1558, 1560 e 1562. Então uma igreja ariana foi fundada.
O próximo proprietário de Książ foi Stanisław Barzi, que removeu os dissidentes.
Em 1582, a cidade tornou-se propriedade da família Myszkowski, do brasão Jastrzębiec, e em 1727 − da família Wielopolski (a cidade e o palácio eram propriedade, entre outros, de Aleksander Wielopolski), pertencente nos anos 1601–1864 à Propriedade Myszkowski e sendo a sede de um dos seus 12 latifúndios pertencentes ao mesmo proprietário, organizados em um único organismo econômico. Em 1595, a cidade, localizada no condado de Książ da voivodia de Cracóvia, era propriedade do starosta de Chęciny, Piotr Myszkowski, que ele recebeu (como sobrinho) em 1591 após a morte do bispo Piotr Myszkowski. Até 1795, Książ Wielki era a sede do condado, então incluía cidades como: Miechów, Wolbrom, Żarnowiec e Jędrzejów. Książ perdeu o estatuto de cidade do condado após a Terceira Partição da Polônia.
Após a |Terceira partição em 1795, Książ Wielki se viu sob o domínio austríaco. A partir de 1809 esteve no Ducado de Varsóvia, e a partir de 1815, após o Congresso de Viena, foi incorporada à Polônia do Congresso. Em retaliação pela participação dos habitantes na Revolta de Janeiro, Książ Wielki perdeu seus privilégios de cidade em 1875.
No início do século XX, 2 600 pessoas viviam aqui (incluindo 60% de judeus). Em 1910, o Banco Cooperativo foi criado e um círculo agrícola (biblioteca, palestras) estava ativo. Após recuperar a independência, Książ encontrou-se nos limites da voivodia de Kielce (condado de Miechów).
Durante a ocupação alemã até 1942, um gueto aberto foi instalado em Książ. Até então, os judeus constituíam cerca de metade dos habitantes de Książ (478 de 910 habitantes em 1860 segundo o “Dicionário Geográfico do Reino da Polônia e outros países eslavos”). De 1 a 2 de agosto de 1944, a Gestapo e a polícia alemã pacificaram a vila, matando 12 pessoas e queimando a vila com cerca de 100 prédios. A ação de pacificação foi uma retaliação à atividade partidária na região. Durante a Segunda Guerra Mundial, o cemitério judeu em Książ Wielki foi destruído.
Após a Segunda Guerra Mundial, Książ Wielki mudou sua afiliação administrativa várias vezes: até 1950 e nos anos 1975–1998, permaneceu nos limites da voivodia de Kielce, de 1950 a 1975 − voivodia de Cracóvia e de 1999 − voivodia da Pequena Polônia (condado de Miechów). Nos anos de 1954–1972, a aldeia foi a sede da gromada Książ Wielki.

### Linha do tempo
Fonte: 

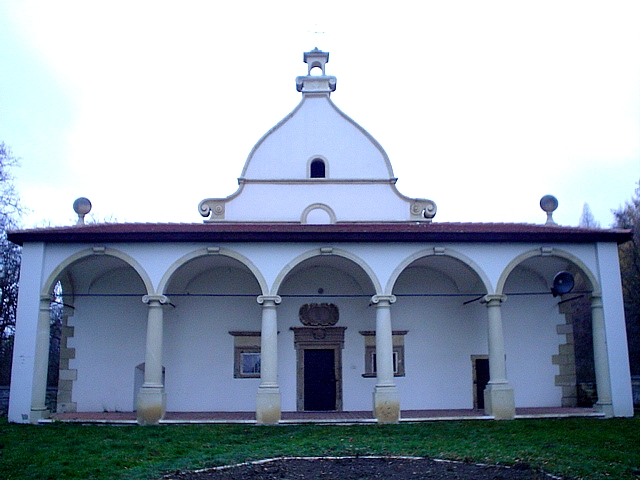
Książ Wielki − capela de Santa Sofia no palácio

- 1120 — a primeira menção de Książ Wielki, registrada no mosteiro cisterciense em Jędrzejów.
- 1234 — o proprietário de Książ Wielki é Stefan, o voivoda de Cracóvia, do brasão Topór.
- 1380 — Spytko de Melsztyn, castelão de Cracóvia, funda a igreja do Espírito Santo.
- 1400 — Książ Wielki tornou-se uma cidade de condado.
- 1441 — após se casar com Jadwiga Spytkówna, Andrzej Tęczyński torna-se o proprietário da cidade.
- 1541 — Katarzyna nascida Tęczyńska casa-se com Jan Boner, voivoda de Cracóvia, trazendo-lhe a cidade como dote.
- 1556 — sínodo protestante em Książ Wielki com a participação de Jan Łaski e Mikołaj Rej.
- 1562 — a viúva Katarzyna Boner se casa com o sucessor de seu falecido marido – o voivoda de Cracóvia, Stanisław Barzi, que toma posse de Książ Wielki.
- 1582 — a cidade é resgatada pelo Bispo de Cracóvia, Piotr Myszkowski.
- 1595 — a construção do palácio em Mirów foi concluída.
- 1601 — Piotr Myszkowski, sobrinho do bispo, estabelece a ordenança em “Mirów”.
- 1646 — milagre na igreja de Santo Adalberto − a Mãe de Deus na pintura “chorou lágrimas de sangue”.
- 1706 — Stanisław Szembek, pároco de Książ Wielki, foi eleito Primaz da Polônia.
- 1727 — Franciszka, nascida Myszkowski, se casa com Franciszek Wielopolski, que toma posse das propriedades da ordenança em “Mirów”. E assim, pela quarta vez, a cidade é trazida como dote.
- 1748 — Adam Ignacy Komorowski, outro pároco de Książ Wielki, foi nomeado Primaz da Polônia.
- 1776 — o pároco Adam Brachman construiu uma nova escola paroquial, a única na época subordinada à Academia de Cracóvia.
- 1862 — Margrave Aleksander Wielopolski assume o cargo de chefe do governo civil da Polônia do Congresso.
- 1870 — Książ Wielki perde seus direitos de cidade.[17]
- 1914 — em 7 de agosto, passa a Primeira Companhia de Quadros das Legiões polonesas posteriores, marchando de Cracóvia para Kielce.
- 1918 — em 2 de novembro, a estação da gendarmaria austríaca foi desarmada.
- 1939 — em 6 de setembro, as tropas alemãs entraram na cidade.
- 1944 — graves levantes militares das unidades do Exército da Pátria.
- 1945 — em 14 de janeiro, o Exército Vermelho entrou na cidade.
- 1949 — criação da Escola secundária (no palácio de Mirów).
- 1974 — criação da Escola Técnica Agrícola.
- 1977 — implantação do Complexo Agrícola Escolar.
- 2003 — estabelecimento do Clube Esportivo “Jastrzębiec”.
- 2023 — restauração do estatuto de cidade.

### Esforços para recuperar o estatuto de cidade (2021–2023)
Em 27 de julho de 2021, o Conselho Comunal iniciou o procedimento relacionado à concessão do estatuto de cidade a Książ Wielki. A segunda resolução sobre o assunto determinou a forma de consulta aos moradores. A assinatura em apoio à mudança do estatuto de Książ Wielki de comuna rural para urbana com os líderes da vila podia ser realizada quando eles coletarem impostos. Por despacho n.º 75/2021, o prefeito da comuna fixou a data de consulta de 25 de outubro a 30 de novembro de 2021. Das cerca de 5 000 pessoas habilitadas a participar das consultas, 535 moradores da comuna votaram. Desse número, 371 votos foram a favor, 119 contra, 32 abstenções e 13 votos foram inválidos. Com base nos resultados das consultas públicas em 2021, o Conselho da Comuna de Książ Wielki adotou uma resolução sobre o pedido de concessão à cidade de Książ Wielki do estatuto de cidade. Em 1 de janeiro de 2023, o estatuto de cidade foi restaurado.

## Monumentos históricos

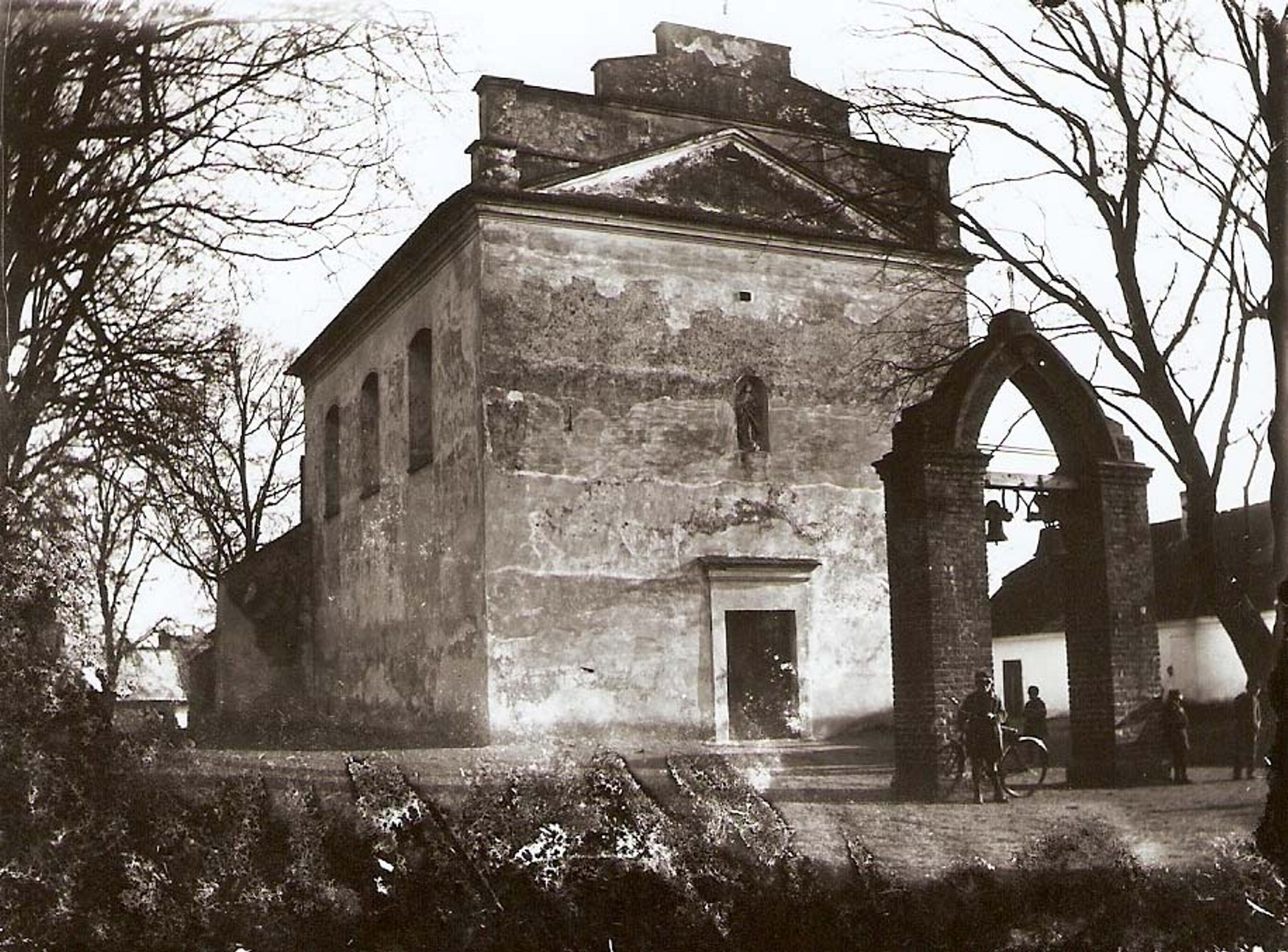
Igreja do Espírito Santo em 1930

Objetos inseridos no registro de monumentos imóveis da voivodia da Pequena Polônia (voivodia):
- Igreja paroquial de Santo Adalberto com uma torre de sino, cemitério e muro com portão;[23]
- Igreja do Espírito Santo com cemitério, muro e edifício pós-convento (antigo edifício do mosteiro agostiniano, excluído por decisão de 9 de outubro de 2014);[23]
- Complexo do palácio: palácio, dois pavilhões, complexo de jardins com muros, parque e paisagem circundante.[24]

## Esportes
Em 2003, foi fundado um clube esportivo − SKS Jastrzębiec Książ Wielki (SKS − Clube Esportivo dos Bombeiros). Atualmente (temporada 2023/2024), a primeira equipe participa de jogos da Classe A, grupo I Cracóvia.

## Religião

### Catolicismo
- Paróquia de Santo Adalberto, Bispo e Mártir, rua Toporczyków 1[26]

### Restauracionismo
- Congregação Testemunhas de Jeová

## Divisão administrativa
| SIMC    | Nome        |
| ------- | ----------- |
| 1050394 | Kozłówka    |
| 1050402 | Mirów-Zamek |
| 1050419 | Opacz       |
| 1050431 | Podbrzezie  |
| 1050483 | Pokusa      |
| 1050490 | Wielki Dwór |
| 1050508 | Wysiołek    |